# العلاقات الأوكرانية الفيجية
العلاقات الأوكرانية الفيجية هي العلاقات الثنائية التي تجمع بين أوكرانيا وفيجي.

## مقارنة بين البلدين
هذه مقارنة عامة ومرجعية للدولتين:
| وجه المقارنة                                              | أوكرانيا                                   | فيجي                                                                 |
| --------------------------------------------------------- | ------------------------------------------ | -------------------------------------------------------------------- |
| المساحة (كم2)                                             | 603.63 ألف                                 | 18.27 ألف                                                            |
| عدد السكان (نسمة)                                         | 45.55 مليون                                | 915.30 ألف                                                           |
| الكثافة السكانية (ن./كم²)                                 | 75.46                                      | 50.1                                                                 |
| العاصمة                                                   | كييف                                       | سوفا                                                                 |
| اللغة الرسمية                                             | اللغة الأوكرانية                           | لغة إنجليزية، اللغة الفيجية، اللغة الفيجي الهندية، اللغة الهندستانية |
| العملة                                                    | هريفنا أوكرانية، كاربوفانيتس، روبل سوفييتي | دولار فيجي                                                           |
| الناتج المحلي الإجمالي (بليون دولار)                      | 112.15 مليار                               | 5.06 مليار                                                           |
| الناتج المحلي الإجمالي (تعادل القوة الشرائية) بليون دولار | 352.98 مليار                               | 8.32 مليار                                                           |
| الناتج المحلي الإجمالي الاسمي للفرد دولار أمريكي          | 2.11 ألف                                   | 4.96 ألف                                                             |
| الناتج المحلي الإجمالي للفرد دولار أمريكي                 | 8.66 ألف                                   | 8.79 ألف                                                             |
| مؤشر التنمية البشرية                                      | 0.747                                      | 0.727                                                                |
| رمز المكالمات الدولي                                      | +380                                       | +679                                                                 |
| رمز الإنترنت                                              | .ua، .укр ‏                                 | .fj                                                                  |
| المنطقة الزمنية                                           | ت ع م+02:00، ت ع م+03:00، توقيت شرق أوروبا | ت ع م+12:00                                                          |

## منظمات دولية مشتركة
يشترك البلدان في عضوية مجموعة من المنظمات الدولية، منها:
| علم المنظمة | اسم المنظمة                               | تاريخ انضمام أوكرانيا | تاريخ انضمام فيجي |
| ----------- | ----------------------------------------- | --------------------- | ----------------- |
|             | المنظمة الهيدروغرافية الدولية             | ?                     | ?                 |
|             | الاتحاد البريدي العالمي                   | ?                     | ?                 |
|             | يونسكو                                    | 12 مايو 1954          | 14 يوليو 1983     |
|             | البنك الدولي للإنشاء والتعمير             | 3 سبتمبر 1992         | 28 مايو 1971      |
|             | منظمة التجارة العالمية                    | 16 مايو 2008          | ?                 |
|             | وكالة ضمان الاستثمار متعدد الأطراف        | 19 يوليو 1994         | 24 سبتمبر 1990    |
|             | الاتحاد الدولي للاتصالات                  | 7 مايو 1947           | 5 مايو 1971       |
|             | منظمة الشرطة الجنائية الدولية             | ?                     | ?                 |
|             | مؤسسة التمويل الدولية                     | 18 أكتوبر 1993        | 12 يوليو 1979     |
|             | الأمم المتحدة                             | 24 أكتوبر 1945        | 13 أكتوبر 1970    |
|             | مؤسسة التنمية الدولية                     | 27 مايو 2004          | 29 سبتمبر 1972    |
|             | منظمة حظر الأسلحة الكيميائية              | ?                     | ?                 |
|             | المركز الدولي لتسوية المنازعات الاستشارية | 7 يوليو 2000          | 10 سبتمبر 1977    |

## وصلات خارجية
- موقع وزارة الخارجية الأوكرانية
- موقع وزارة الخارجية الفيجية